# Sesma de la Honor de Huesa
La sesma de la Honor de Huesa es la sexta sesma de la comunidad de aldeas de Daroca y se constituyó en la primera mitad del siglo XVII cuando la comunidad compró el señorío de Huesa y la baronía de Segura por 60.000 escudos de plata. La formaron las localidades de estos territorios.

Las 6 sesmas de la comunidad de aldeas de Daroca
Sesma de Langa
Sesma de Jiloca
Sesma de Barrachina
Sesma de Gallocanta
Sesma de Trasierra
Sesma de la Honor de Huesa

- Anadón
- Blesa
- Cortes de Aragón (Teruel)
- Huesa del Común
- Josa
- Maicas
- Muniesa
- Plou
- Salcedillo (Teruel)
- Segura de los Baños

|  |